# Гляйршер, Герхард
Герхард Гляйршер (нем. Gerhard Gleirscher; 14 декабря 1969, Инсбрук, Австрия) — австрийский саночник, выступавший за сборную Австрии с 1990 по 2000 год. Принимал участие в трёх зимних Олимпийских играх, в 1992 году в Альбервиле в состязаниях между двойками занял седьмое место, в Лиллехаммере и Нагано (1994, 1998) повторил то же самое седьмое место, только уже в одиночных мужских заездах.
Герхард Гляйршер трижды получал подиум чемпионатов мира, в его послужном списке одна золотая медаль (1997 год, смешанные команды), одна серебряная (1991, смешанные команды) и одна бронзовая (1997 год, одиночные заезды). Кроме того, спортсмен удостоен серебряной награды чемпионата Европы, проходившего в 1992 году в Винтерберге. Лучший результат на Кубке мира спортсмен показал в сезоне 1997—1998, заняв по итогам всех одиночных мужских заездов третье место.
Закончил карьеру профессионального спортсмена в 2000 году, после чего продолжил службу в армии Австрии. Женат, имеет двоих детей.